# Roelof Luinge
Roelof Luinge (Eelde, 1955. június 23.  –) holland nemzetközi labdarúgó-játékvezető. Polgári foglalkozása adószakember.		

## Pályafutása

### Nemzeti játékvezetés
Egy ifjúsági mérkőzést nézett, amikor valakinek be kellett ugrania a játékvezető helyett. Képzetlen teljesítményét értékelve egy szövetségi vezető javasolta, hogy tegyen vizsgát, 1983. október 29-én debütált az I. Ligában. Az aktív nemzeti játékvezetéstől 2009-ben vonult vissza. Első ligás mérkőzéseinek száma: 341.

### Nemzetközi játékvezetés
A Holland labdarúgó-szövetség (KNVB) Játékvezető Bizottsága (JB) 1992-ben terjesztette fel nemzetközi játékvezetőnek, a Nemzetközi Labdarúgó-szövetség (FIFA) bíróinak keretébe. Több nemzetek közötti válogatott és klubmérkőzést vezetett. A holland nemzetközi játékvezetők rangsorában, a világbajnokság-Európa-bajnokság sorrendjében többedmagával a 13. helyet foglalja el 6 találkozó szolgálatával. Az aktív nemzetközi játékvezetéstől 2000-ben a FIFA 45 éves korhatárát elérve búcsúzott. Válogatott mérkőzéseinek száma: 8.

#### Világbajnokság
A világbajnoki döntőhöz vezető úton Franciaországba a XVI., az 1998-as labdarúgó-világbajnokságra és Dél-Koreába és Japánba a XVII., a 2002-es labdarúgó-világbajnokságra a FIFA JB bíróként alkalmazta.

##### 1998-as labdarúgó-világbajnokság
| Időpont         | Helyszín                    | Mérkőzés típusa           | Mérkőzés         | Eredmény | Nézők száma |
| --------------- | --------------------------- | ------------------------- | ---------------- | -------- | ----------- |
| 1996. június 1. | Laugardalsvöllur, Reykjavik | előselejtező (8. csoport) | Izland–Macedónia | 1 : 1    | 3 051       |

##### 2002-es labdarúgó-világbajnokság
| Időpont             | Helyszín                     | Mérkőzés típusa           | Mérkőzés                | Eredmény | Nézők száma |
| ------------------- | ---------------------------- | ------------------------- | ----------------------- | -------- | ----------- |
| 2000. szeptember 2. | Tofik Bahramov Stadion, Baku | előselejtező (4. csoport) | Azerbajdzsán–Svédország | 0 : 1    | 20 000      |

#### Európa-bajnokság
Az európai-labdarúgó torna döntőjéhez vezető úton Angliába a X., az 1996-os labdarúgó-Európa-bajnokságra és Belgiumba és Hollandiába a XI., a 2000-es labdarúgó-Európa-bajnokságra az UEFA JB játékvezetőként foglalkoztatta.

#### 1996-os labdarúgó-Európa-bajnokság
| Időpont           | Helyszín                          | Mérkőzés típusa           | Mérkőzés                     | Eredmény | Nézők száma |
| ----------------- | --------------------------------- | ------------------------- | ---------------------------- | -------- | ----------- |
| 1994. április 20. | Windsor Park Stadion, Belfast     | előselejtező (6. csoport) | Észak-Írország–Liechtenstein | 4 : 1    | 7 150       |
| 1995. április 26. | Boris Paichadze Stadion, Tbiliszi | előselejtező (7. csoport) | Grúzia–Albánia               | 2 : 0    | 25 000      |

#### 2000-es labdarúgó-Európa-bajnokság
| Időpont           | Helyszín                     | Mérkőzés típusa           | Mérkőzés                       | Eredmény | Nézők száma |
| ----------------- | ---------------------------- | ------------------------- | ------------------------------ | -------- | ----------- |
| 1999. március 31. | Tofik Bahramov Stadion, Baku | előselejtező (7. csoport) | Azerbajdzsán–Románia           | 0 : 1    | 30 000      |
| 1999. október 9.  | Kadriorg Stadion, Tallinn    | előselejtező (9. csoport) | Észtország–Bosznia-Hercegovina | 1 : 4    | 1 200       |